# Gregorio VII di Anavarza
Gregorio VII di Anavarza (fl. XIII secolo) è stato patriarca d'Armenia dal 1293 al 1307 dopo Stefano IV.
Era coltissimo e compose molti inni religiosi e fece tradurre le vite dei santi dal greco e dal siriaco. Fu in relazione con Bonifacio VIII e Clemente V